# Eddy Antonio Chavarría Tercero
Eddy Antonio Chavarría Tercero (1954 - 2006), conocido como Chambón, fue un guerrillero nicaragüense del Frente Sandinista de Liberación Nacional (FSLN) que destacó en la toma del Palacio del Congreso Nacional Nicaragüense el 22 de agosto de 1978.

## Su participación en la lucha insurreccional
Natural de Granada, recién cumplidos los veinte años y convencido de las ideas socialistas, se sumó al FSLN en la lucha contra la dictadura de Anastasio Somoza Debayle. 
El 22 de agosto de 1978 participó, como el integrante número 14 en la toma del Palacio del Congreso Nacional, acción que supuso una inflexión en la lucha de liberación que mantenía el Frente Sandinista en Nicaragua. Desde su participación en esa gesta hasta el triunfo de la Revolución en julio de 1979 participó en varias acciones guerrilleras.
Emigró a Panamá de donde pasó a integrarse en el denominado frente sur Benjamín Zeledón que actuaba en la frontera con Costa Rica donde cayó herido.
Después el triunfo se incorporó al ejército donde llegó al grado de capitán hasta 1990, en la que se procedió a la reorganización de las Fuerzas Armadas, dejándolo entonces y dedicándose a labores agrícolas en el Departamento de Granada.
Fuentes: El nuevo diario  (enlace roto disponible en Internet Archive; véase el historial, la primera versión y la última)..
- Datos: Q5817585